# Ivre-mort pour la patrie

Ivre-mort pour la patrie est une opérette du Professeur Choron, diffusée en 1998 sur Canal+.

## Histoire
L'opérette se déroule dans un petit village d’Argonne pendant la Seconde Guerre mondiale.

## Casting
- Arielle Dombasle : Adèle
- Professeur Choron : le narrateur
- Luis Rego : Fernand
- Joëlle Le Gua : Louise
- Stephane Chivot
- Michèle Bernier
- Dick Rivers : le maréchal Nouvoilà
- Christophe Salengro : le vautour
- Luc Weissmüller : le maire
- Chick Ortega : l'ancien combattant
- Patrick Lefèvbre
- Eric Morena : le facteur
- Zinedine Soualem : le coiffeur
- Joseph Dahan : Le FFF
- Alain Chabat : le général allemand
- Jackie Berroyer : le petit garçon
- Jules-Edouard Moustic : le Gestapiste
- Charlie Schlingo : le copain de Fernand
- Philippe Vuillemin : Hitler
- Évelyne Leclercq
- Benoît Delépine : la tête coupée
- Plastic Bertrand :le speaker
- Treponem Pal : le Battle Band

La musique est de Bertrand Burgalat, les décors de Philippe Vuillemin.

## Adaptations
- En 1998, Vincent Hachet réalise un téléfilm intitulé Ivre Mort Pour La Patrie ; un court métrage de 30 min. avec les mêmes comédiens et chanteurs.